# Juan Domingo Ocón Aizpiolea
Juan Domingo Ocón Aizpiolea fou un polític republicà valencià del segle xix. Originari de Sogorb, el 1869 apareix com a vicepresident del Centre Republicà Federal de la província de València. Aquell mateix any era primer comandant del 4t Batalló dels Voluntaris de la Llibertat, i quan el capità general va donar l'ordre de desarmar el batalló va participar activament en la insurrecció federalista de 1869 a València, raó per la qual hagué d'exiliar-se a Marsella.
Va tornar després de l'amnistia de 1870 i fou elegit diputat del Partit Republicà Democràtic Federal pel districte de Sogorb a les eleccions generals espanyoles de 1871 i agost de 1872; a les Corts espanyoles es va oposar a la declaració d'anticonstitucionalitat de l'Associació Internacional de Treballadors.
A les eleccions generals espanyoles de 1873 fou novament elegit diputat per Villena, tot i que finalment va optar per Sogorb, i durant la Primera República Espanyola fou primer sotssecretari i després secretari del Consell de Ministres. Després de la restauració borbònica continuà amb la seva militància republicana i fou novament candidat per Sogorb a les eleccions generals espanyoles de 1881, però no va ser escollit.

## Obres
- Los héroes de Valencia. Reseña de la insurrección republicana (Marsella, 1869).